# Saint-Martin-le-Pin
Saint-Martin-le-Pin (okzitanisch Sent Martin lu Pench) ist eine französische Gemeinde mit 273 Einwohnern (Stand 1. Januar 2022) im Département Dordogne in der Region Nouvelle-Aquitaine. Sie gehört zum Kanton Périgord Vert Nontronnais und zum Gemeindeverband Périgord Nontronnais. Die Einwohner werden Saint-Martins bzw. Saint-Martines genannt.

## Etymologie
Saint-Martin-le-Pin wurde schriftlich erstmals im Jahr 1252 als Sanctus Martinus Pictus (der bemalte Heilige Martin) erwähnt. Dem entspricht die okzitanische Form Sent Martin lu Pench. Der Gemeindename bezieht sich auf den Heiligen Martin, Bischof von Tours im 4. Jahrhundert. Die Gemeinde hieß vor 1789 Saint Martin le Peint, ersichtlich auf der französischen Carte de Cassini der Jahre 1756 bis 1789. Der Heilige Martin hatte demzufolge nichts mit der Baumart «Kiefer» zu tun, sondern war «bemalt». Während des Nationalkonvents (1792 bis 1795) trug die Gemeinde den Namen Le Chêne-Vert (grüne Eiche).

## Geographie

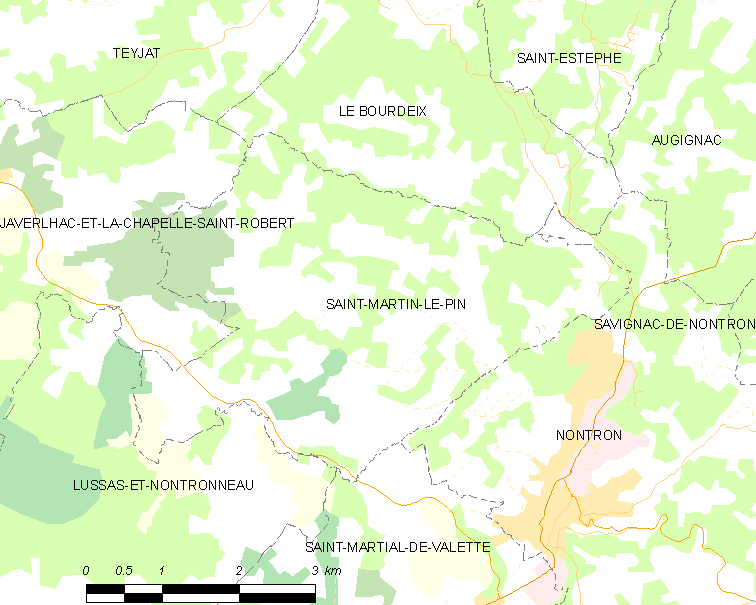
Lagekarte der Gemeinde Saint-Martin-le-Pin

Saint-Martin-le-Pin wird von folgenden fünf Gemeinden umgeben:
|                                       | Le Bourdeix                                 |                          |
| Javerlhac-et-la-Chapelle-Saint-Robert | Kompassrose, die auf Nachbargemeinden zeigt | Nontron                  |
| Lussas-et-Nontronneau                 |                                             | Saint-Martial-de-Valette |

Zum Gemeindegebiet von Saint-Martin-le-Pin gehören mehrere Mühlen, Weiler, vereinzelt liegende Höfe und Geländepunkte wie beispielsweise Ars, Au Combaou, Blanchetière, Bosredon, Chantemerle, Chez Bini, Chez Garni, Chez Thomas, Crachat, Jourdonnière, La Borderie, La Chapoulie, La Combe au Cros, La Tuilière, Lacaud, Le Four à Chaux, Le Glabonnet, Le Grand Village, Le Meynissou, Le Moulin d'Ars, Le Moulin de chez Jouanaud, Le Moulin de la Côte, Les Cazes, Les Crêpes, Les Grands Bois, Les Vignes, Lespinasse, Loradour, Mérignac, Pas Brouillet, Piquepaille, Ribeyrolles, Talivaud und Tranchecouyère.
Der topographisch tiefste Punkt des Gemeindegebietes liegt mit 127 Metern über dem Meer am Bandiat im Nordwesten bei Les Guétières, der höchste Punkt mit 302 Metern südöstlich von Les Grands Bois an der Grenze zu Nontron. Die absolute Höhendifferenz beträgt 175 Meter. Der Ortskern befindet sich auf 171 Meter.
Saint-Martin-le-Pin liegt an der D 94 etwa fünf Kilometer nordwestlich von Nontron. Die Gemeinde ist außerdem über die entlang des Bandiats verlaufende Départementsstraße D 75 von Nontron nach Javerlhac zu erreichen.

### Bodenbedeckung

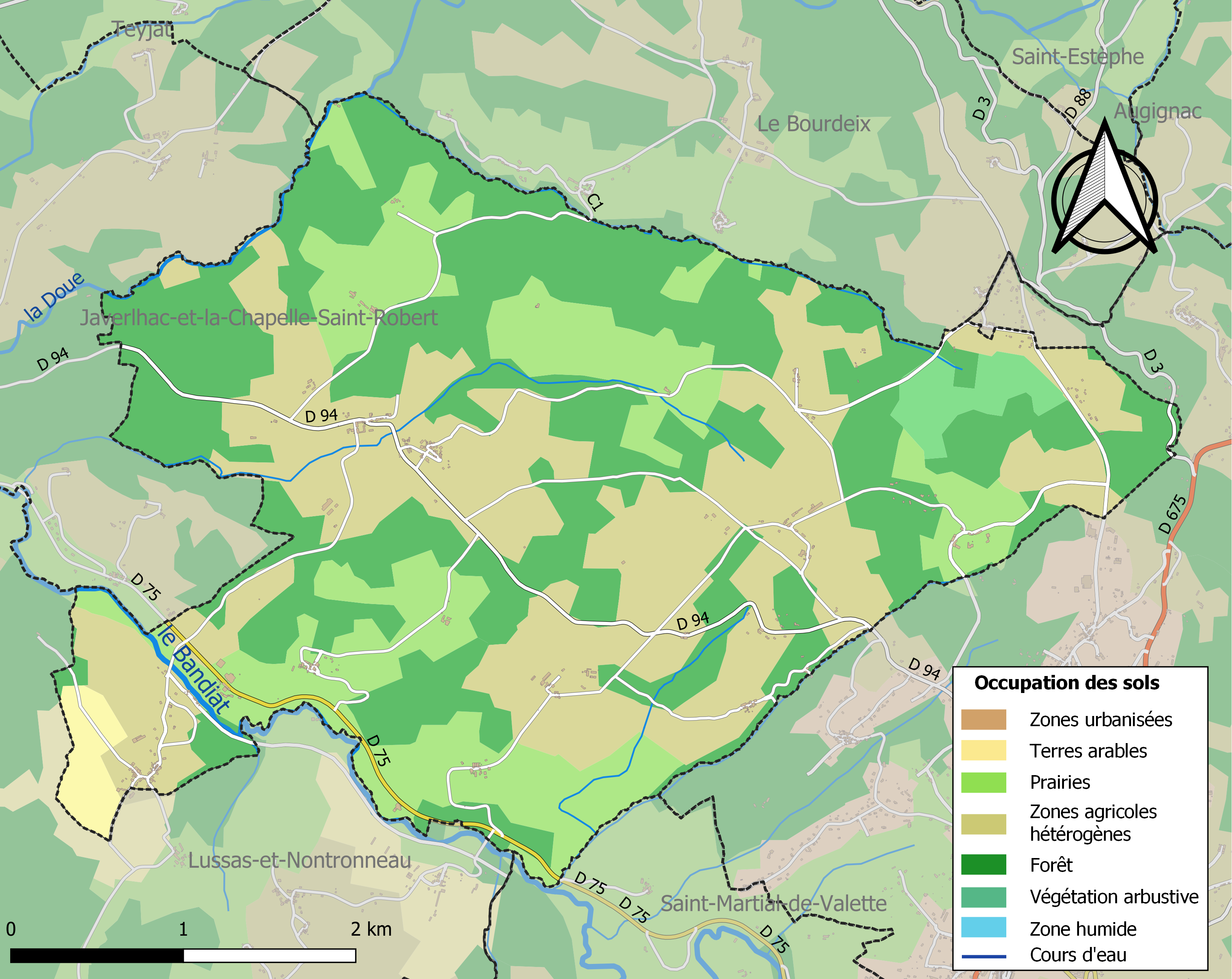
Bodenbedeckung in Saint-Martin-le-Pin

Die Bodenbedeckung der Gemeinde Saint-Martin-le-Pin schlüsselt sich im Jahr 2018 gemäß der europäischen Datenbank CORINE Land Cover (CLC) wie folgt auf:
- Wälder – 41,6 %
- heterogene landwirtschaftliche Nutzung – 34,3 %
- Wiesen – 20,7 %
- Buschwerk und/oder Grasland – 1,8 %
- Ackerland – 1,6 %

Die landwirtschaftliche Nutzung steht eindeutig im Vordergrund, sie ist aber für die rein landwirtschaftliche Nutzung (bestehend aus heterogener Landwirtschaft inklusive Wiesen und Ackerland) von 57,3 % im Jahr 1990 auf 56,6 % im Jahr 2018 leicht zurückgegangen.

## Hydrographie

Hydrographische Karte von Saint-Martin-le-Pin

Die Gemeinde Saint-Martin-le-Pin gehört vollständig zum Einzugsgebiet der Charente. Hauptfluter ist der nach Nordwesten abfließende Bamdiat. Das Flussnetz besitzt eine Gesamtlänge von 12 Kilometer.
Die Grenze zum Gemeindegebiet von Nontron bildet der südwestwärts fließende Ruisseau des Vergnes, ein kleiner rechtsseitiger Nebenfluss des Bandiats. Im Südwesten reicht das Gemeindegebiet an den Bandiat selbst heran (und greift darüber nach Südwesten hinaus), der gleichzeitig den Grenzverlauf zu den Nachbargemeinden Saint-Martial-de-Valette und Lussas-et-Nontronneau darstellt. Im Nordwesten erreicht Saint-Martin-le-Pin die Doue, ebenfalls ein rechtsseitiger Nebenfluss des Bandiats, gleichzeitig Grenzfluss zur Nachbargemeinde Javerlhac-et-la-Chapelle-Saint-Robert und weiter nach Nordosten zu Le Bourdeix. Den weiteren Grenzverlauf zu Le Bourdeix bildet der Ruisseau de Combas, der von der Doue in Richtung Ostsüdost abzweigt. Am Ortskern zieht der nach Westen abfließende Ruisseau de Saint-Martin vorbei, der als weiterer rechter Nebenfluss des Bandiats fungiert. Die Gemeinde verfügt außerdem über mehrere Trockentäler, die alle nach Südwesten ausgerichtet sind und rechtsseitig in den Bandiat einmünden. Beispiele sind die Täler bei Ars, bei Talivaud, bei Ribeyrolles und bei Mérignac.

## Klima
Saint-Martin-le-Pin besitzt ein abgeschwächtes ozeanisches Klima, das sich durch folgende Parameter auszeichnet:
| Klimaparameter im Zeitraum 1971-2000 - Jahresmittel: 12,1 °C - Anzahl der Tage unter −5 °C: 2,9 - Anzahl der Tage oberhalb 30 °C: 7,3 - Maximum im Tages-Temperaturunterschied: 14,9 °C - Jahresniederschlag: 1090 mm - Niederschlagstage im Januar: 12,9 - Niederschlagstage im Juli: 7,6 |

Durch den Klimawandel zeichnen sich Erhöhungen im Jahresmittel ab, die sich auch bereits bemerkbar machen. So ist beispielsweise an der 59 Kilometer entfernten Wetterstation am Flughafen von Limoges-Bellegarde das langjährige Jahresmittel von 11,2 °C für 1971–2000 über 11,4 °C für 1981–2010 auf 11,8 °C für 1991–2020 angestiegen – ein Zuwachs um 0,6 °C innerhalb von 20 Jahren.

## Geologie

Geologische Karte von Saint-Martin-le-Pin

Das Gemeindegebiet von Saint-Martin-le-Pin wird in seiner Integralität vom variszischen Grundgebirge unterlagert (Piégut-Pluviers-Granodiorit in seiner grobkörnigen Normalfazies γ3M). Der Granodiorit wird aber im Gemeindebereich von flach liegenden Sedimenten aus dem nordöstlichen Aquitanischen Becken (Lias) transgrediert und somit weitestgehend maskiert – das Basiskonglomerat ist bei La Chapoulie gerade noch zu sehen. Es folgen Arkosen und Dolomite des Hettangiums (Formation l1-4), Tonsteine und Mergel des Pliensbachiums/Toarciums (Formation l5-9) und sodann körnige Kalke des Doggers (Bajocium – Formationen j1a, j1b und j1c).
Von Nontron zieht eine Südost-Nordwest-streichende Störungszone herüber, an der die Nordosthälfte herausgehoben wurde. Wahrscheinlich stellt sie die Trogschulter des Bandiatgrabens dar. Diese Störung ist zum Teil recht stark vererzt, als Mineralstufen finden sich Baryt, Bleiglanz, Greenockit, Pyrit und Sphalerit, die im Ort früher auch abgebaut wurden. Ein kleinerer offengelassener Stollen (Mine de la Mairie) ist noch erhalten geblieben. Assoziiert mit der Störungszone drangen kieselsäurehaltige Lösungen auf, die zu einer teilweise sehr bedeutenden Rekristallisation und Verkieselung der jurassischen Grabensedimente – insbesondere der mitteljurassischen Kalke – führten.
Aus dem Zentralmassiv geschüttete kontinentale tertiäre Sedimente bilden sowohl ein fossiles Flusssystem (Formation H-F)
als auch Kolluvium der Plateau- und Hanglagen (Formation HC), wobei beide den Jurauntergrund maskieren. Das Flusssystem folgt einem Höhenrücken, der die nördliche Talseite des Ruisseau de Saint-Martin abschließt und von La Borderie bis zum Bandiat herunterzieht. Über dem Dogger erscheinen beispielsweise bei Les Cazes Lesesteine mit Sidérolithique, die ins Eozän gestellt werden. Hierbei dürfte es sich um ehemalige Laterite handeln.
Bei Ars hat der Bandiat auf seiner rechten Talseite eine pleistozäne Mittelterrasse hinterlassen (Formation Fw). Das Flussbett selbst verläuft in holozänem Alluvium (Formation Fy-z), wie auch das der Doue und des Ruisseau de Saint-Martin.

## Naturrisiken

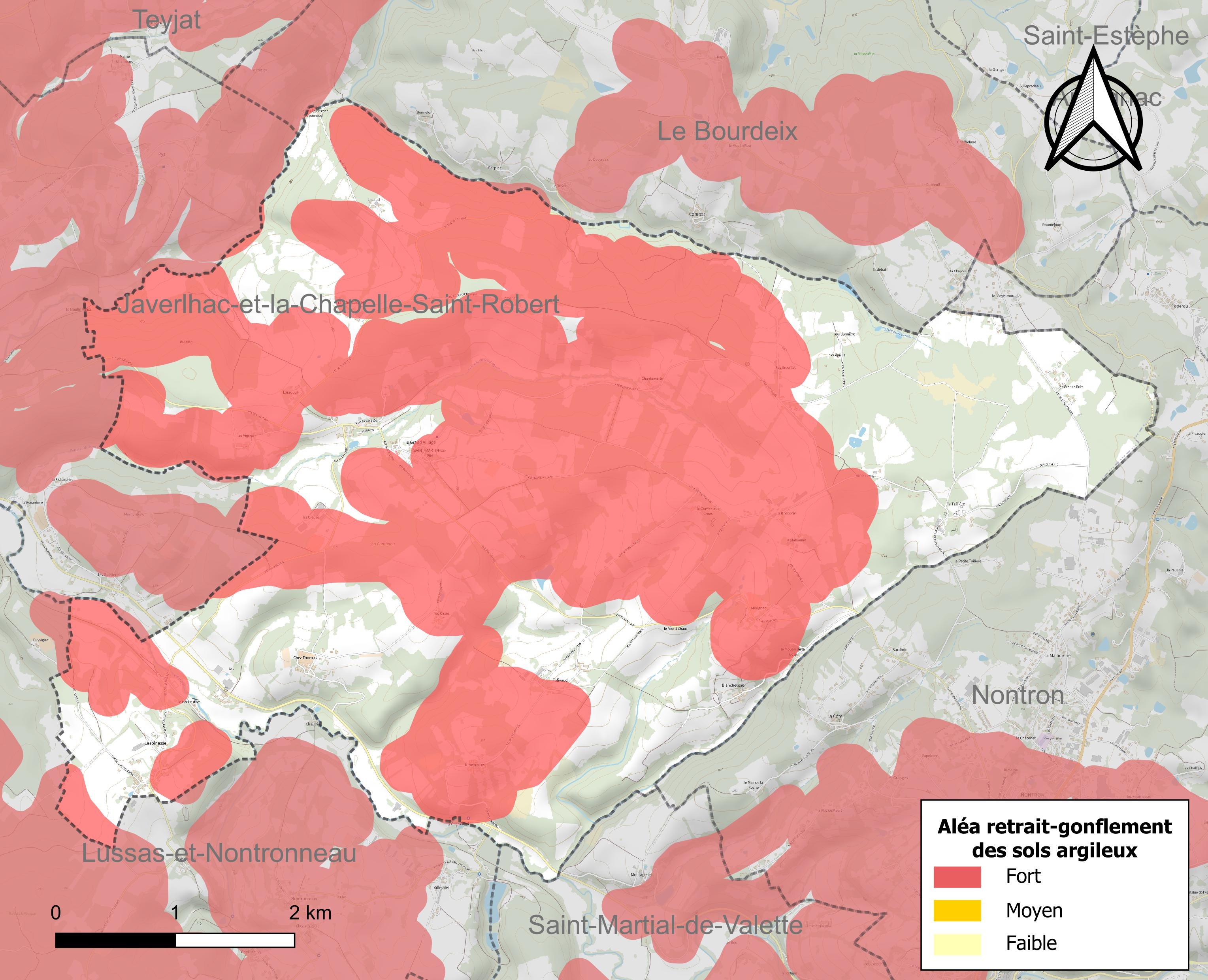
Risikokarte des Quellungs/Schrumpfungsverhältnisses von Tonmineralen in Böden für Saint-Martin-le-Pin

Naturrisiken manifestieren sich in Saint-Martin-le Pin als
- Überschwemmungen und den mit ihnen assoziierten Schlammströmen und Hangrutschungen entlang der Flussläufe
- Dürren
- Stürme
- Bodensetzungen.

In den Jahren 1982, 1983 und 1999 kam es aufgrund erhöhter Niederschläge zu Überschwemmungen, größeren Bodenbewegungen und Rutschungen (insbesondere 1999).
Dürrejahre waren 1989, 1992, 2005 und 2011. In diesen Jahren herrschte erhöhte Waldbrandgefahr.
Ein herausragendes Wintersturmereignis war das Sturmtief Martin im Dezember 1999, das enorme Schäden an den Wäldern und auch an der Infrastruktur hinterließ. Die Zerstörungen in den Wäldern sind selbst im Jahr 2025 noch zu erkennen.
Wie die Risikokarte zeigt, ist Saint-Martin-le-Pin zu 59,7 % seines Gemeindegebietes mittelmäßig bis relativ stark von der Gefahr durch Bodensetzungen betroffen, die Gefahren sind hierbei an die Bodenformationen des gesamten Gemeindegebiets gebunden – mit Ausnahme des granodioritischen Grundgebirges und seiner hettangischen Bedeckung (vorwiegend im Osten).
Die Erdbebengefahr ist als relativ niedrig einzustufen, am Westrand des Massif Central sind recht seltene Beben der Stärke 3 auf der Richterskala bekannt.

## Ökologie

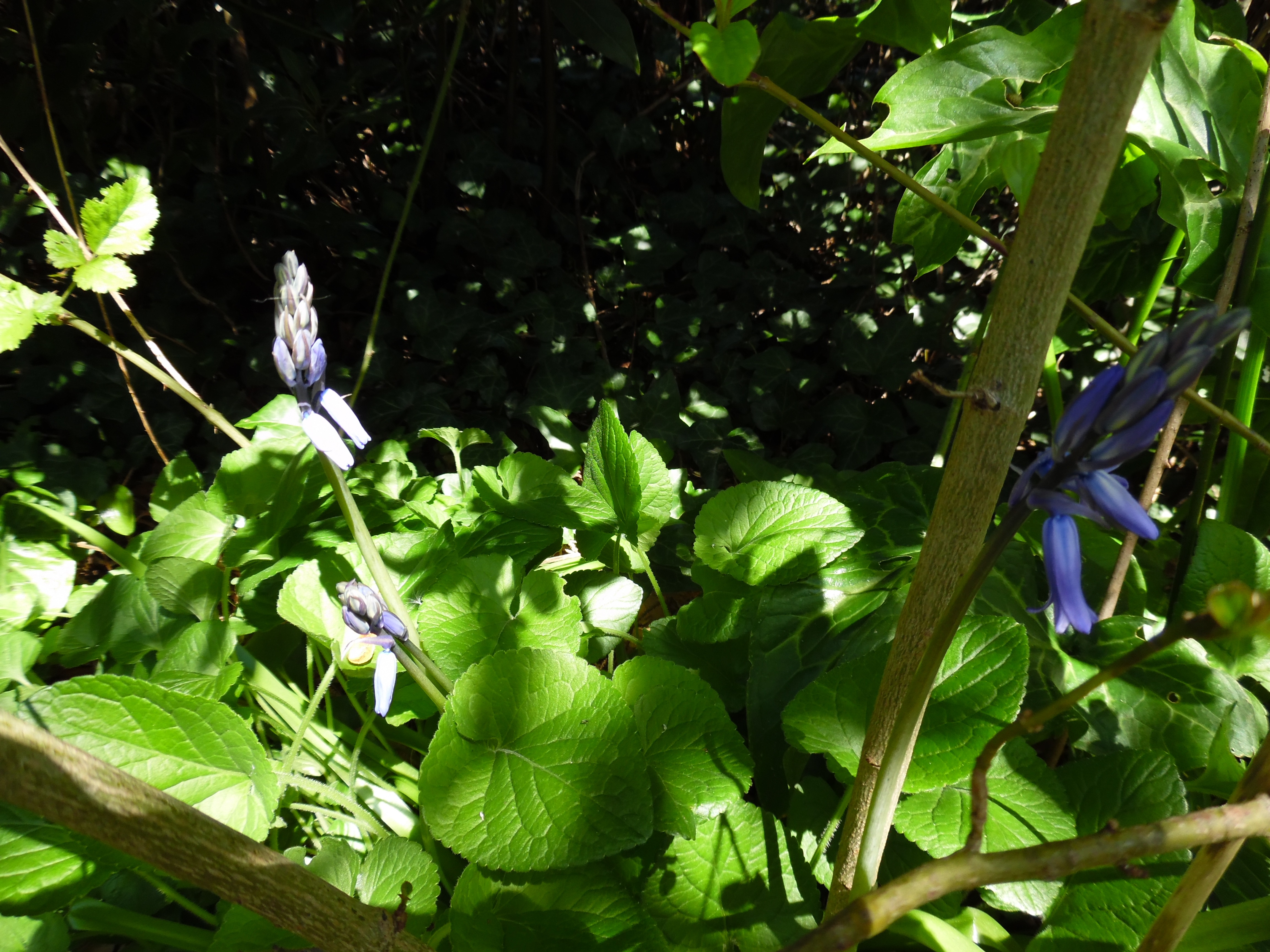
Atlantisches Hasenglöckchen Hyacinthoides non-scripta, aufgenommen bei Nontron

### Naturpark
Saint-Martin-le-Pin bildet seit 1998 einen integralen Bestandteil des Regionalen Naturparks Périgord-Limousin.

### Schutzgebiete
Unter Naturschutz stehen sämtliche Flussläufe innerhalb des Gemeindegebiets. Diese sind als ZNIEFF (Französisch zone naturelle d'intérêt écologique, faunistique et floristique) des Typus 1 ausgewiesen. Ihre Flora setzt sich aus gut 100 schützenswerten Pflanzenarten zusammen, wobei die beiden Taxa Großer Odermennig (Agrimonia procera) und Atlantisches Hasenglöckchen (Hyacinthoides non-scripta) eine Indikatorrolle ausüben.

## Geschichte
Die romanische Kirche Saint-Martin stammt aus dem 12. Jahrhundert und wurde 1942 als Monument historique eingestuft. Bemerkenswert ist das Eingangsportal.

## Bevölkerungsentwicklung
| Bevölkerungsentwicklung in Saint-Martin-le-Pin | Bevölkerungsentwicklung in Saint-Martin-le-Pin | Bevölkerungsentwicklung in Saint-Martin-le-Pin |
| ---------------------------------------------- | ---------------------------------------------- | ---------------------------------------------- |
| Jahr                                           | Einwohner                                      |                                                |
| 1962                                           | 394                                            |                                                |
| 1968                                           | 405                                            |                                                |
| 1975                                           | 311                                            |                                                |
| 1982                                           | 292                                            |                                                |
| 1990                                           | 303                                            |                                                |
| 1999                                           | 305                                            |                                                |
| 2006                                           | 301                                            |                                                |
| 2007                                           | 300                                            |                                                |
| 2012                                           | 289                                            |                                                |
| 2013                                           | 289                                            |                                                |
| 2015                                           | 282                                            |                                                |
| 2016                                           | 276                                            |                                                |
| 2017                                           | 271                                            |                                                |
| 2018                                           | 269                                            |                                                |
| 2019                                           | 267                                            |                                                |
| 2022                                           | 273                                            |                                                |

Quelle: INSEE
Die Bevölkerungsentwicklung hatte nach 1968 einen starken Rückgang zu verzeichnen, sie stabilisierte sich zwischen 1975 und 2007 und ist seitdem erneut am abnehmen.
Die Gemeinde hatte ihren Bevölkerungshöchststand im Jahr 1836 mit 699 Einwohner.
Bei einer Fläche von 15,54 Quadratkilometer beträgt die Bevölkerungsdichte jetzt 17 Einwohner pro Quadratkilometer (genauer 17,6).

## Bürgermeister
Bürgermeister von Saint-Martin-le-Pin war seit 2001 der parteilose Verkäufer Marcel Lavoix, der im Mai 2020 von Michèle Arlot abgelöst wurde.

## Präsidentschaftswahlen 2022
| Kandidaten                       | Kandidaten            | Parteien                      | Parteien            | 1. Wahlgang | 1. Wahlgang | 2. Wahlgang | 2. Wahlgang |
| Kandidaten                       | Kandidaten            | Parteien                      | Parteien            | Stimmen     | %           | Stimmen     | %           |
| -------------------------------- | --------------------- | ----------------------------- | ------------------- | ----------- | ----------- | ----------- | ----------- |
|                                  | Emmanuel Macron       | En marche !                   | EM                  | 41          | 20,40 %     | 92          | 50,83 %     |
|                                  | Marine Le Pen         | Front national                | FN                  | 48          | 23,88 %     | 89          | 49,17 %     |
|                                  | Jean-Luc Mélenchon    | Front de gauche               | FDG                 | 56          | 27,86 %     |             |             |
|                                  | Éric Zemmour          | Reconquête                    |                     | 15          | 7,46 %      |             |             |
|                                  | Valérie Pécresse      | Les Républicains              | LR                  | 14          | 6,97 %      |             |             |
|                                  | Jean Lassalle         | Résistons !                   | R                   | 12          | 5,97 %      |             |             |
|                                  | Anne Hidalgo          | Parti socialiste              | PS                  | 4           | 1,99 %      |             |             |
|                                  | Fabien Roussel        | Parti communiste français     | PC                  | 3           | 1,49 %      |             |             |
|                                  | Nicolas Dupont-Aignan | Debout la République          | DLR                 | 4           | 1,99 %      |             |             |
|                                  | Yannick Jadot         | Europe Écologie-Les Verts     | EELV                | 4           | 1,99 %      |             |             |
|                                  | Nathalie Arthaud      | Lutte Ouvrière                | LO                  | 0           | 0,00 %      |             |             |
|                                  | Philippe Poutou       | Nouveau Parti anticapitaliste | NPA                 | 0           | 0,00 %      |             |             |
|                                  |                       |                               |                     |             |             |             |             |
| Gesamt                           | Gesamt                | Gesamt                        | Gesamt              | 201         | 100 %       | 181         | 100 %       |
|                                  |                       |                               |                     |             |             |             |             |
| Gültige Stimmen                  | Gültige Stimmen       | Gültige Stimmen               | Gültige Stimmen     | 201         | 97,57 %     | 181         | 86,19 %     |
| Ungültige Stimmen                | Ungültige Stimmen     | Ungültige Stimmen             | Ungültige Stimmen   | 5           | 2,43 %      | 29          | 13,81 %     |
| Wahlbeteiligung                  | Wahlbeteiligung       | Wahlbeteiligung               | Wahlbeteiligung     | 206         | 82,40 %     | 210         | 84,00 %     |
| Enthaltungen                     | Enthaltungen          | Enthaltungen                  | Enthaltungen        | 44          | 17,60 %     | 40          | 16,00 %     |
| Registrierte Wähler              | Registrierte Wähler   | Registrierte Wähler           | Registrierte Wähler | 250         |             | 250         |             |
|                                  |                       |                               |                     |             |             |             |             |
| Quelle: Ministère de l'Intérieur |                       |                               |                     |             |             |             |             |

Die Präsidentschaftswahlen 2022 in Saint-Martin-le-Pin konnte Emmanuel Macron knapp für sich entscheiden.

## Wirtschaft und Infrastruktur

### Beschäftigung
Im Jahr 2015 betrug die erwerbstätige Bevölkerung zwischen 15 und 64 Jahren 132 Personen, was 46,8 % der Gesamtbevölkerung entspricht. Davon hatten 127 eine Beschäftigung, 5 waren arbeitslos gemeldet. Im Vergleich zu 2010 ist die Zahl der Arbeitslosen von 13 stark zurückgegangen, die Arbeitslosenquote liegt jetzt bei nur noch 3,8 %.

### Unternehmen
Am 31. Dezember 2015 waren in der Gemeinde 25 Unternehmen ansässig, davon 9 in Handel, Transport und Dienstleistungen, 5 im Sektor Landwirtschaft, Forst- und Fischereiwesen, 4 im Sektor Verwaltung, Lehrwesen, Gesundheitswesen und Soziales, 4 in der Industrie und 3 im Baugewerbe.

## Sehenswürdigkeiten
- Die romanische Kirche Saint-Martin aus dem 12. Jahrhundert, Monument historique seit 1942
- Das Schloss Château de Saint-Martin-le-Pin aus dem 17. Jahrhundert im Ortskern
- Das Herrenhaus Manoir des Cazes aus dem 19. Jahrhundert
- Talivaud, Landgut mit Herrenhaus aus dem frühen 19. Jahrhundert.

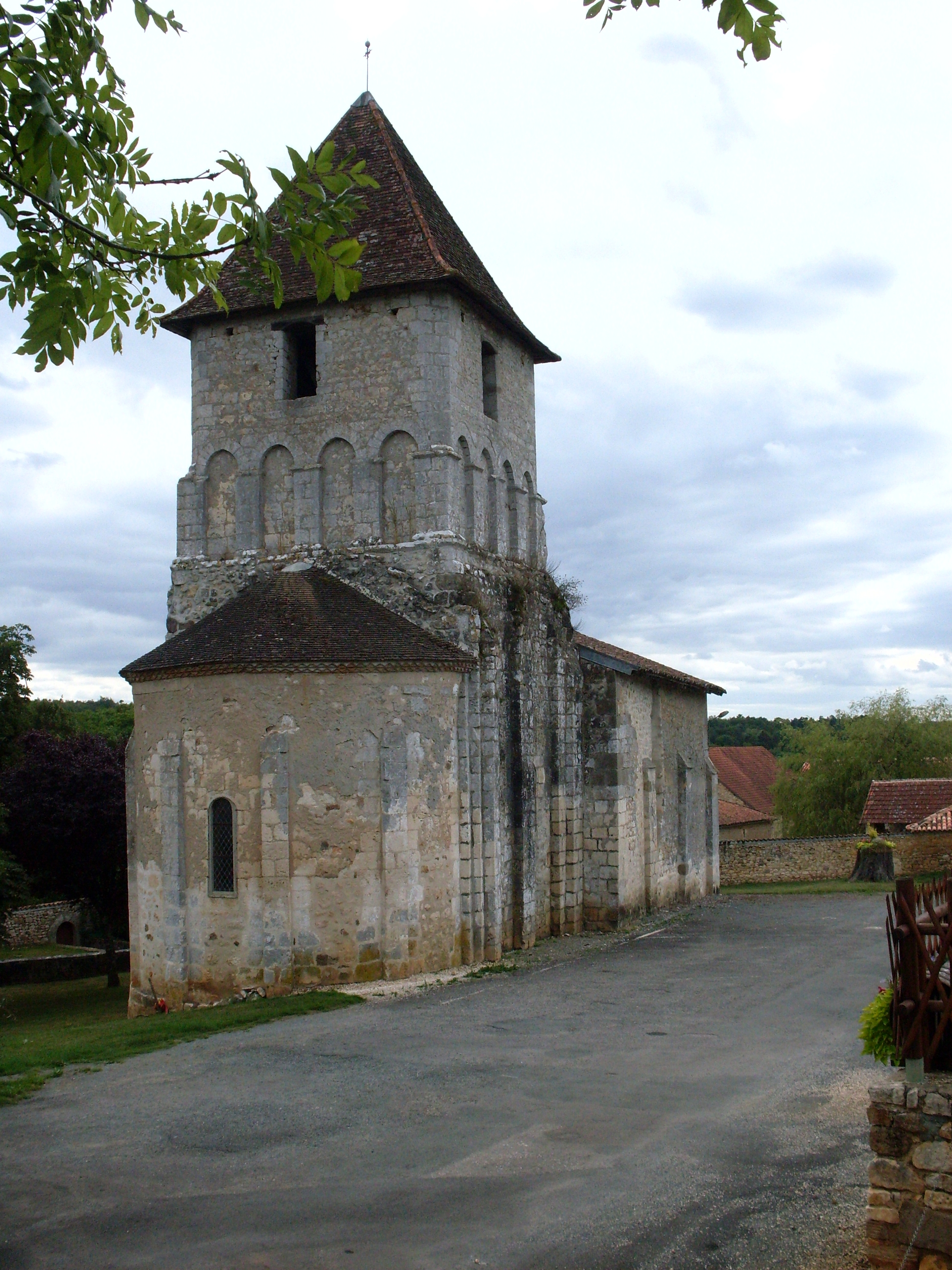
Romanische Kirche aus dem 12. Jahrhundert
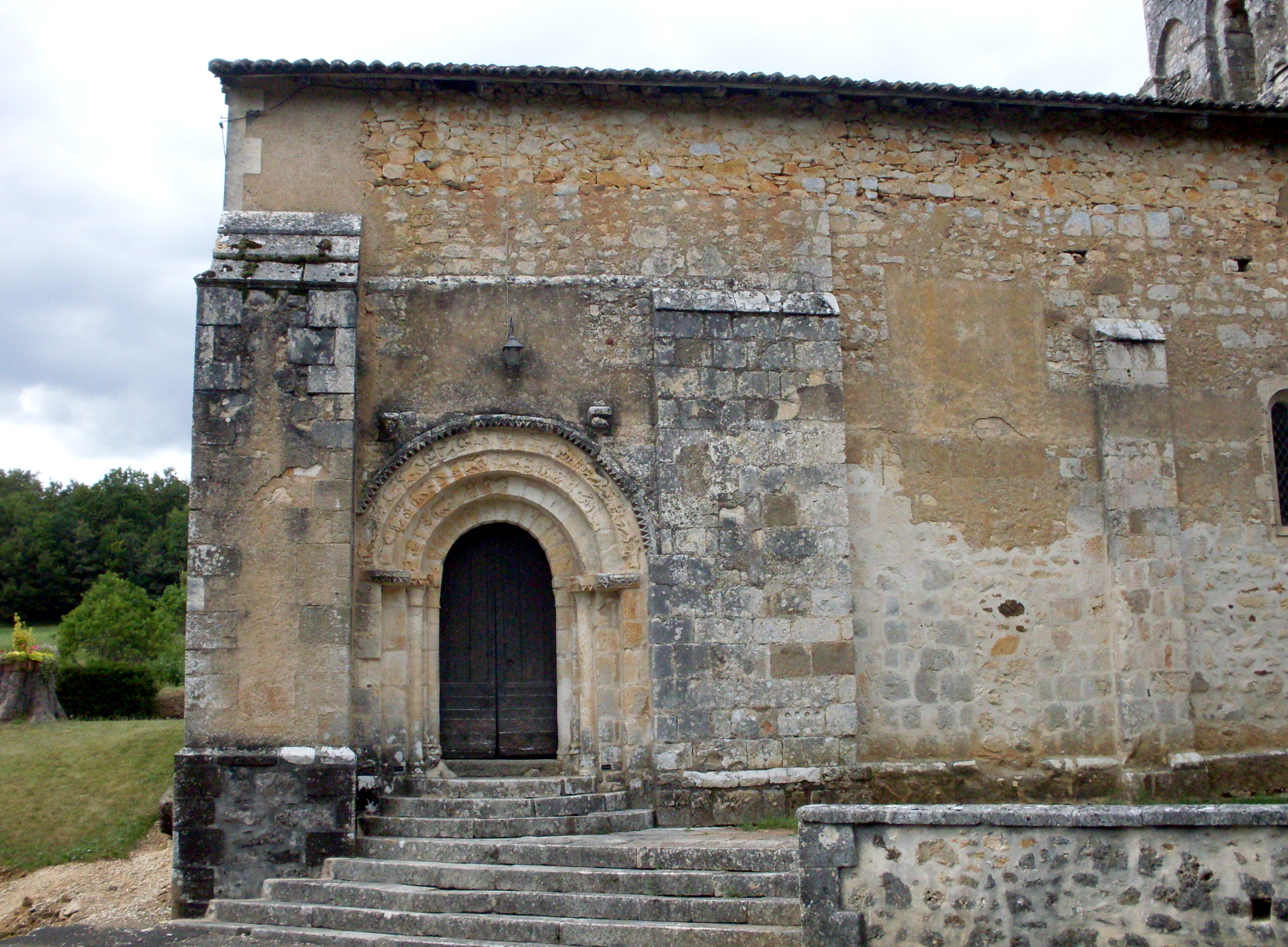
Kirchenportal
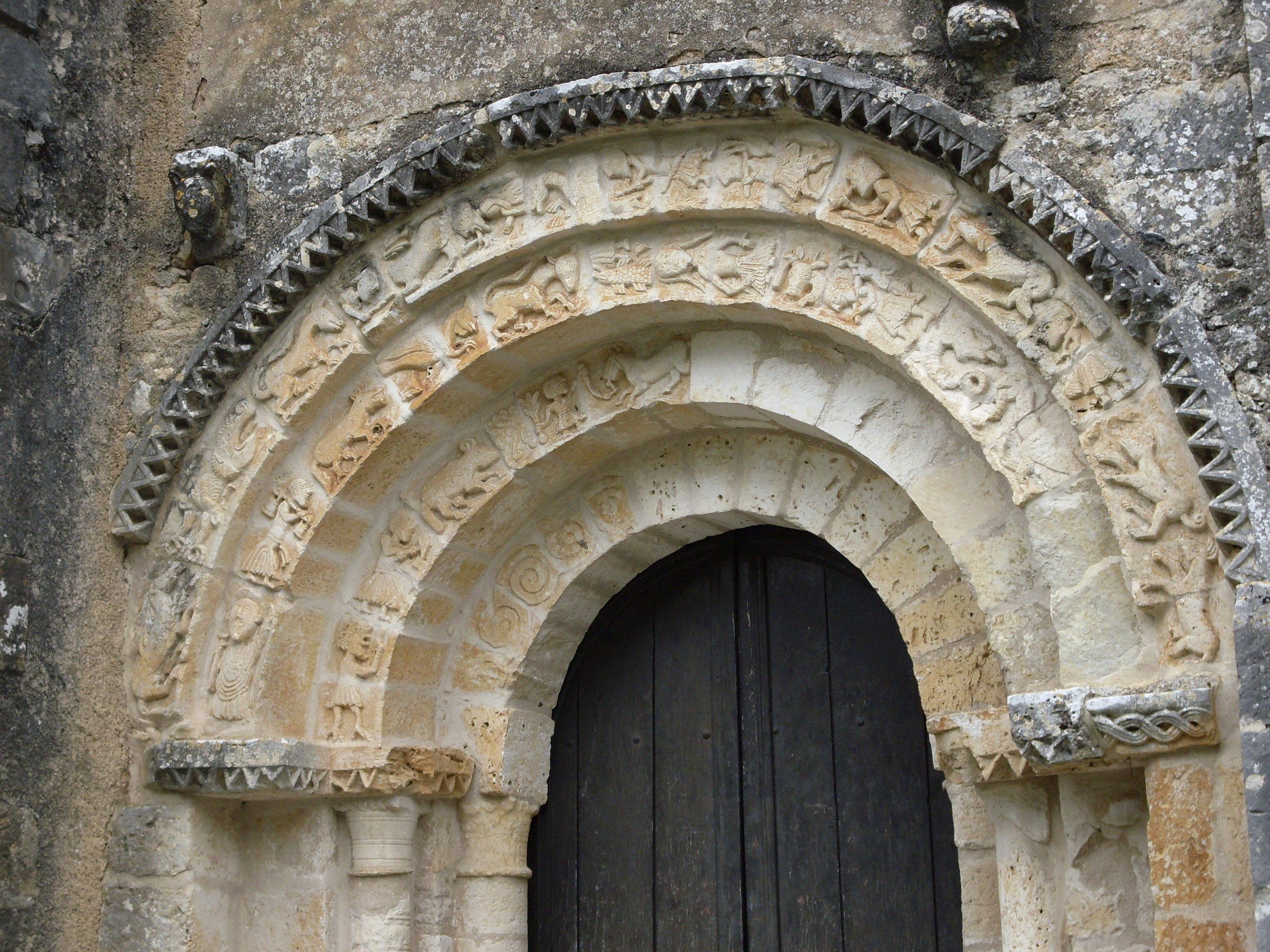
Detail des Kirchenportals
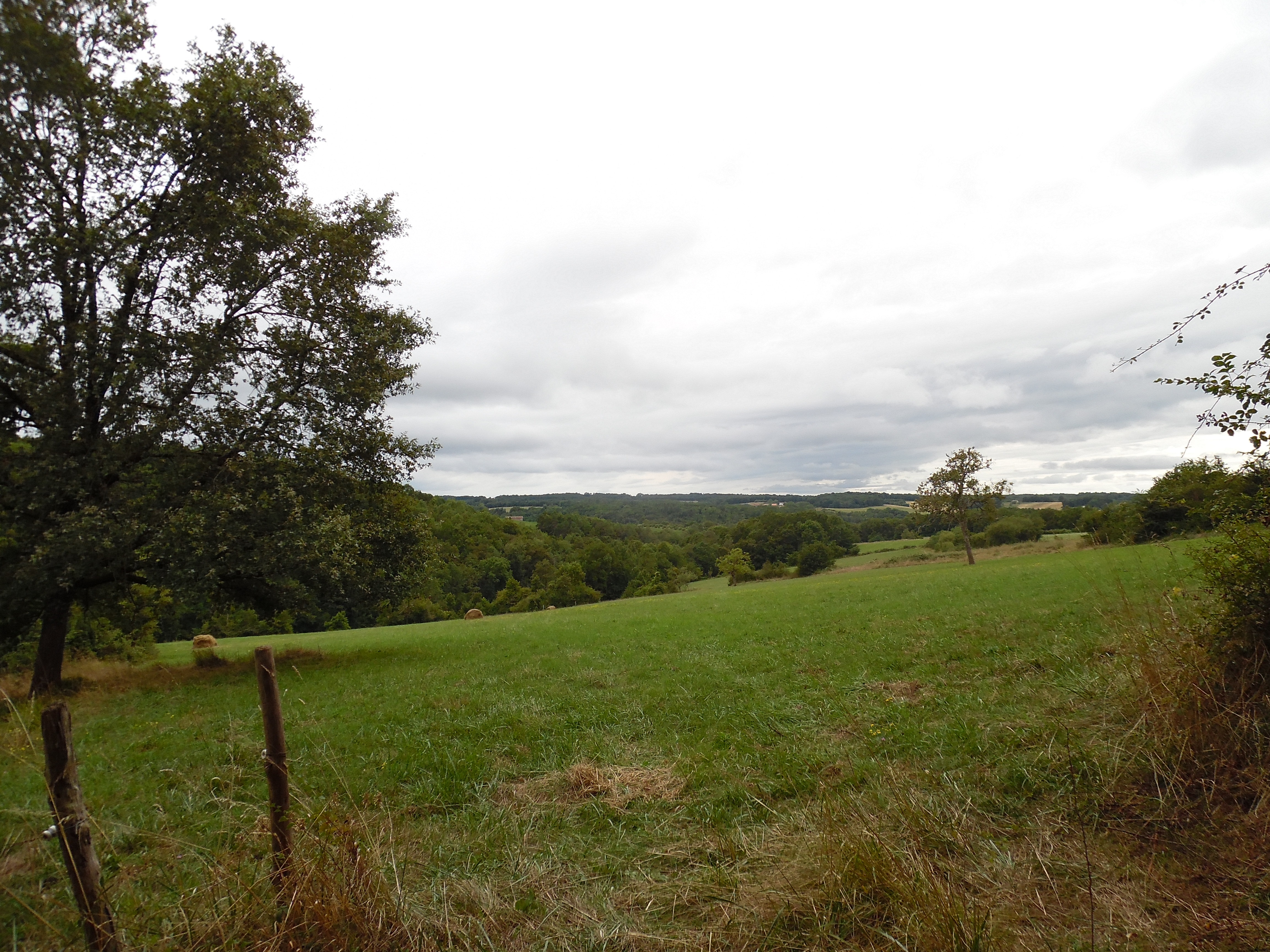
Blick von Talivaud nach Süden zum Ruisseau de Vergnes
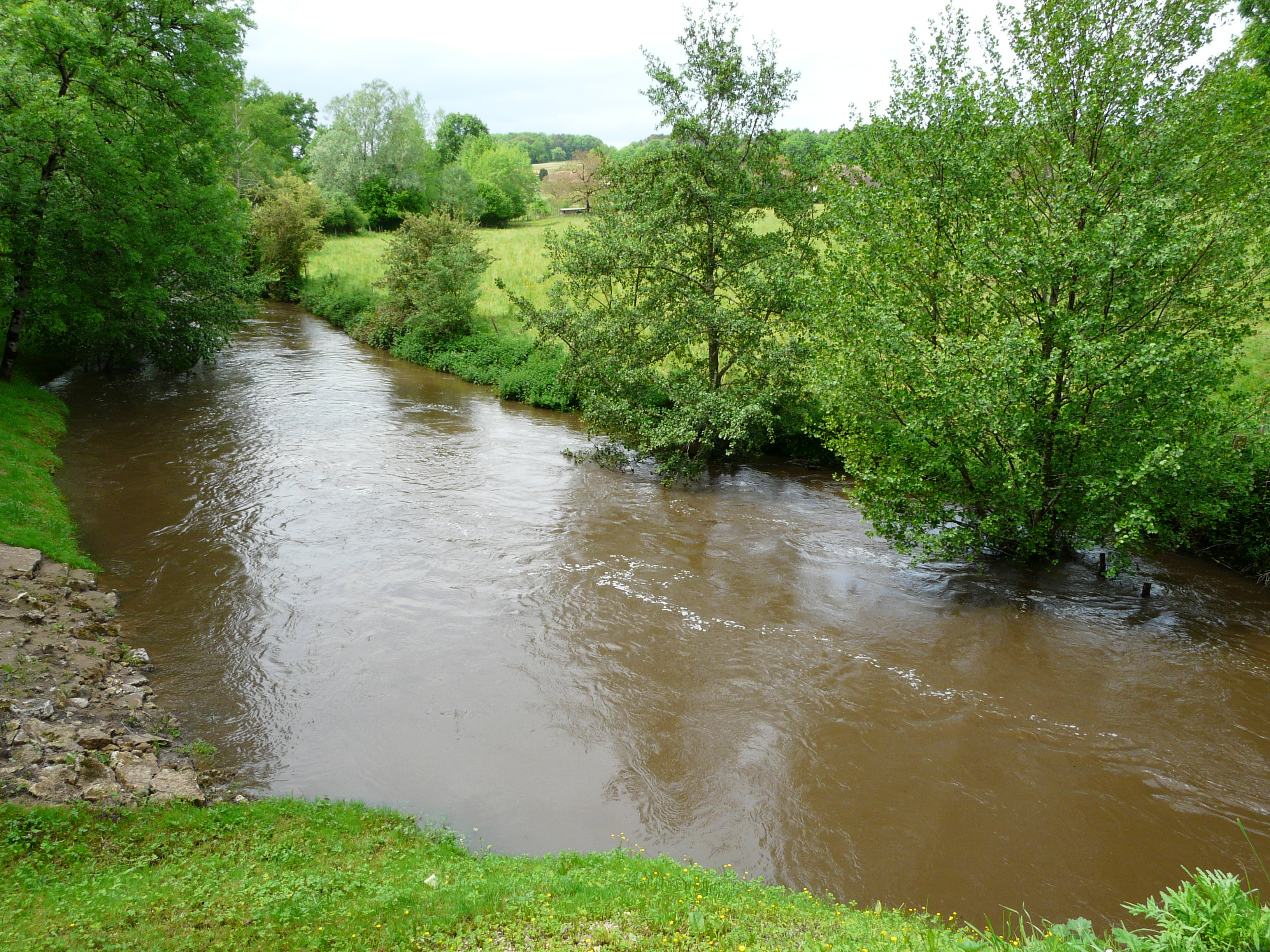
Bandiat unterhalb der Brücke bei Ars
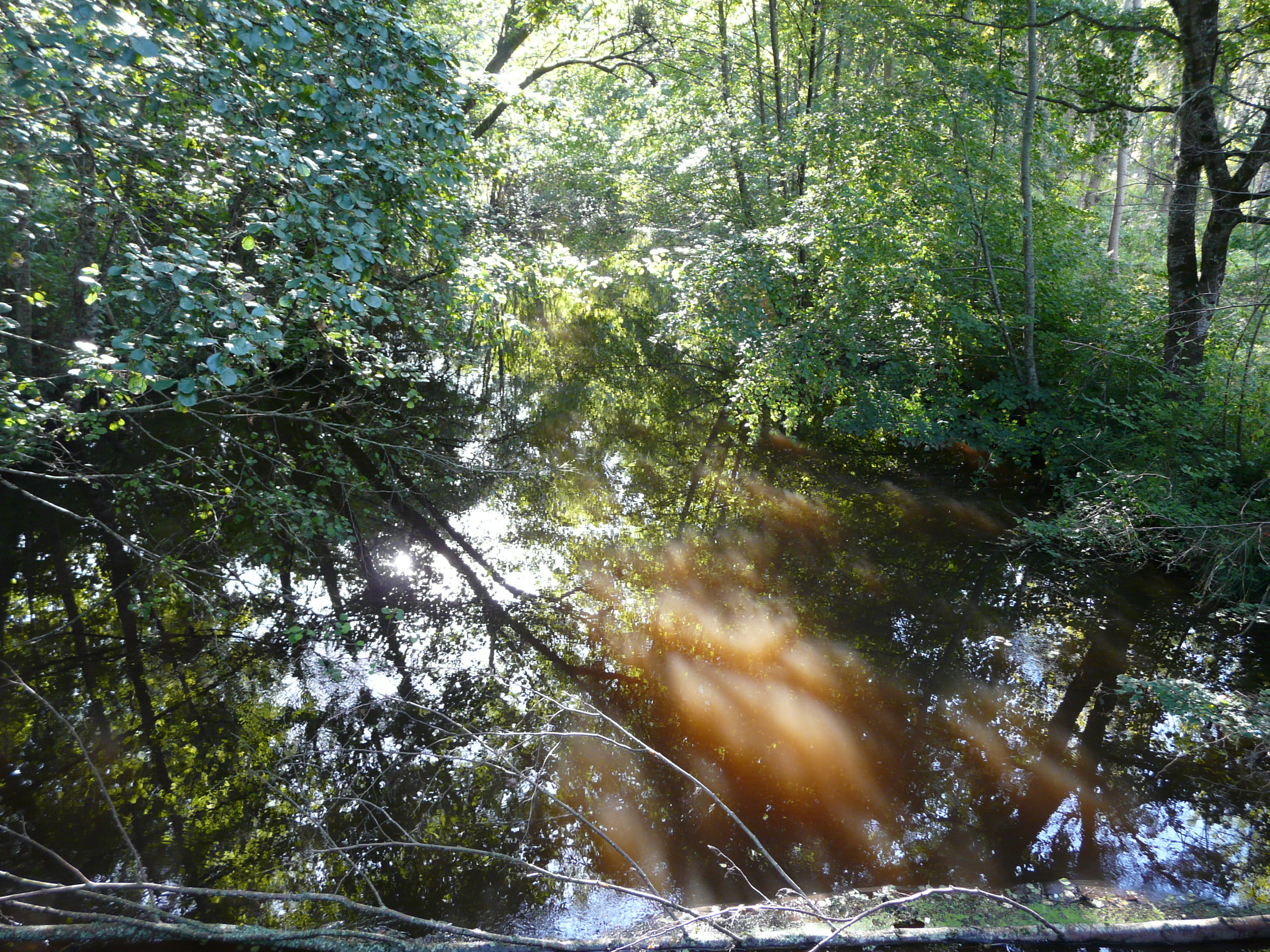
Bandiat bei Villejalet
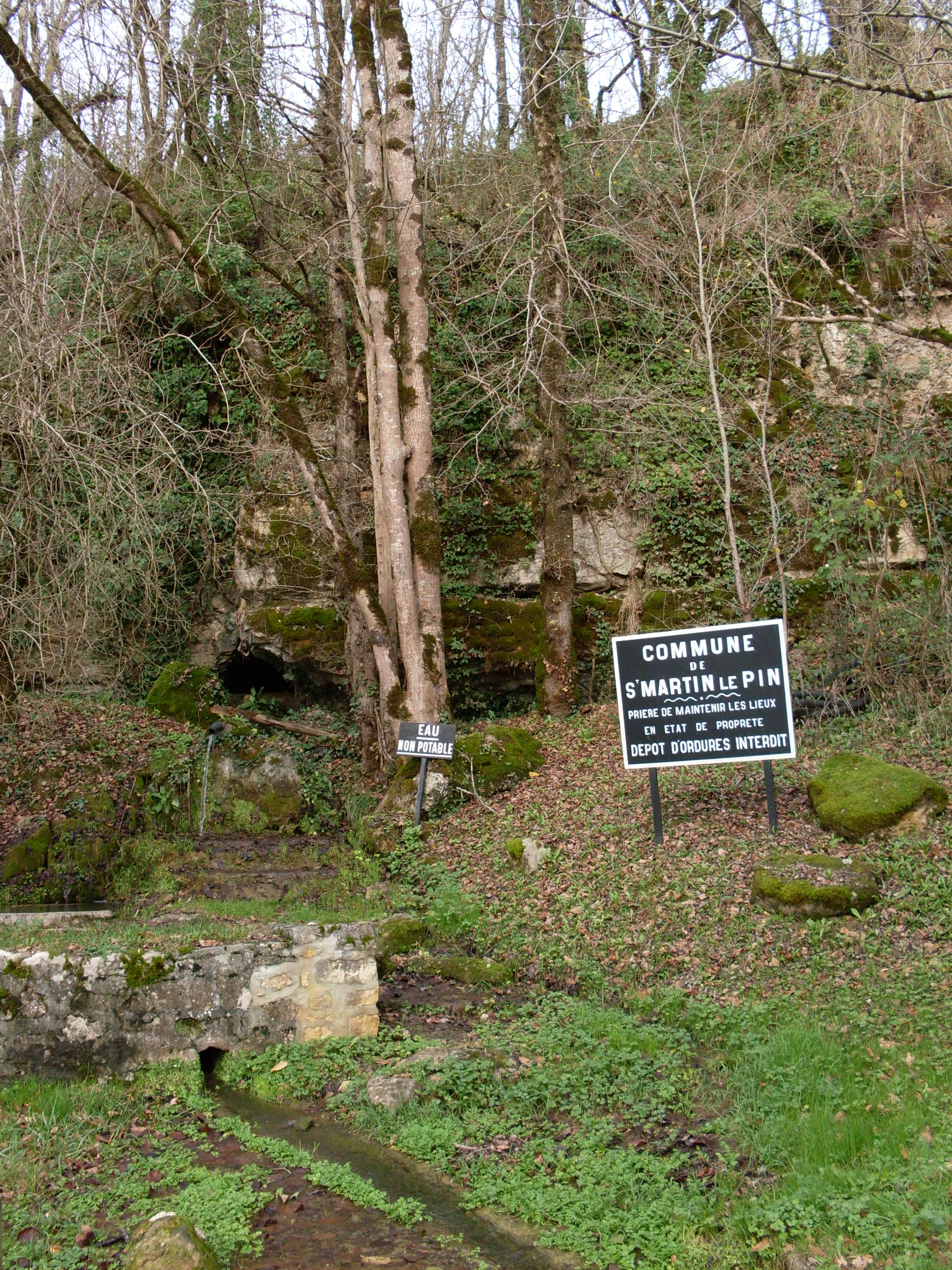
Quelle unterhalb von Ribeyrolles in Kalken des Unterbajocs
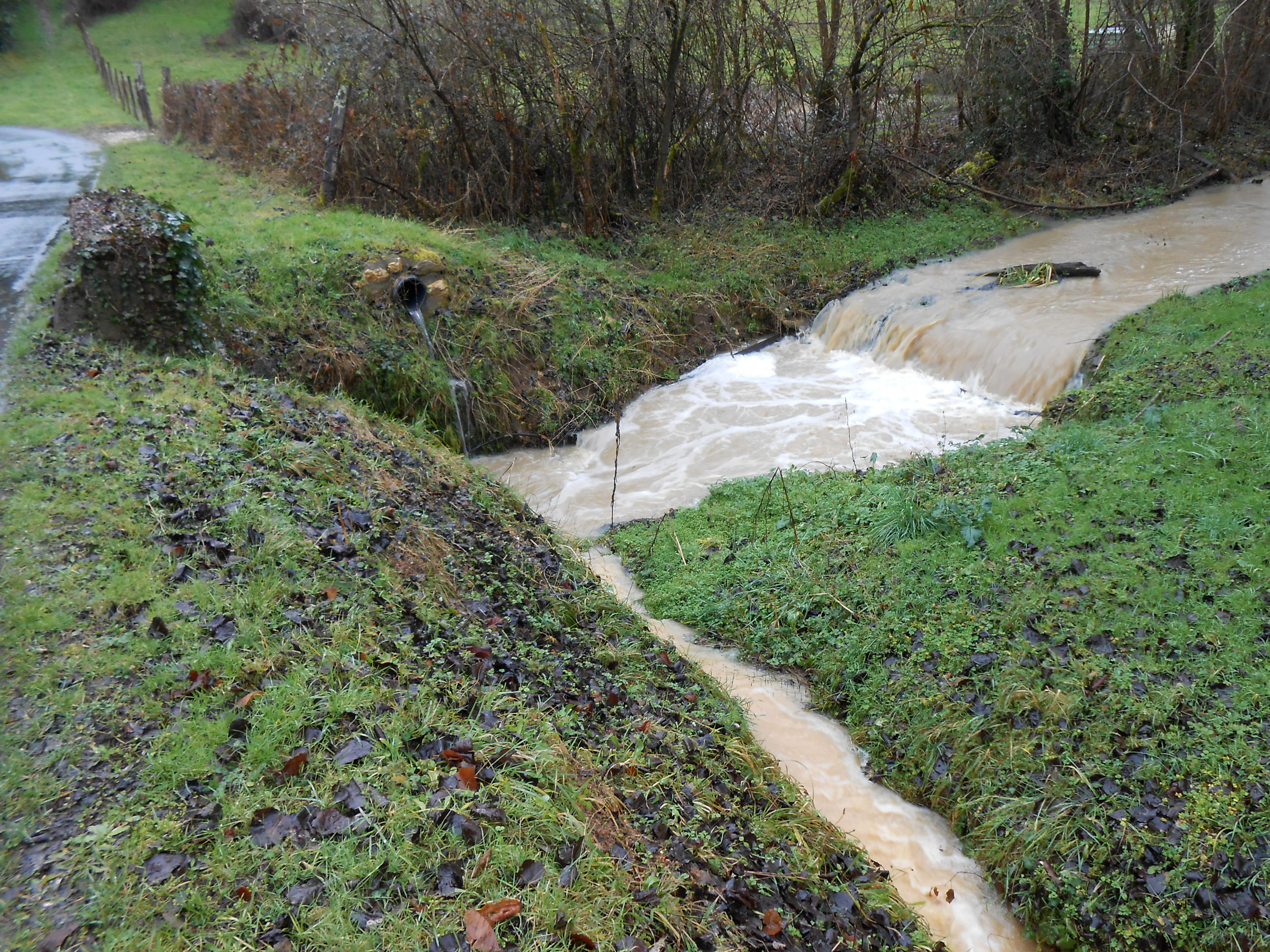
Schwerer Winterregen an der D 94
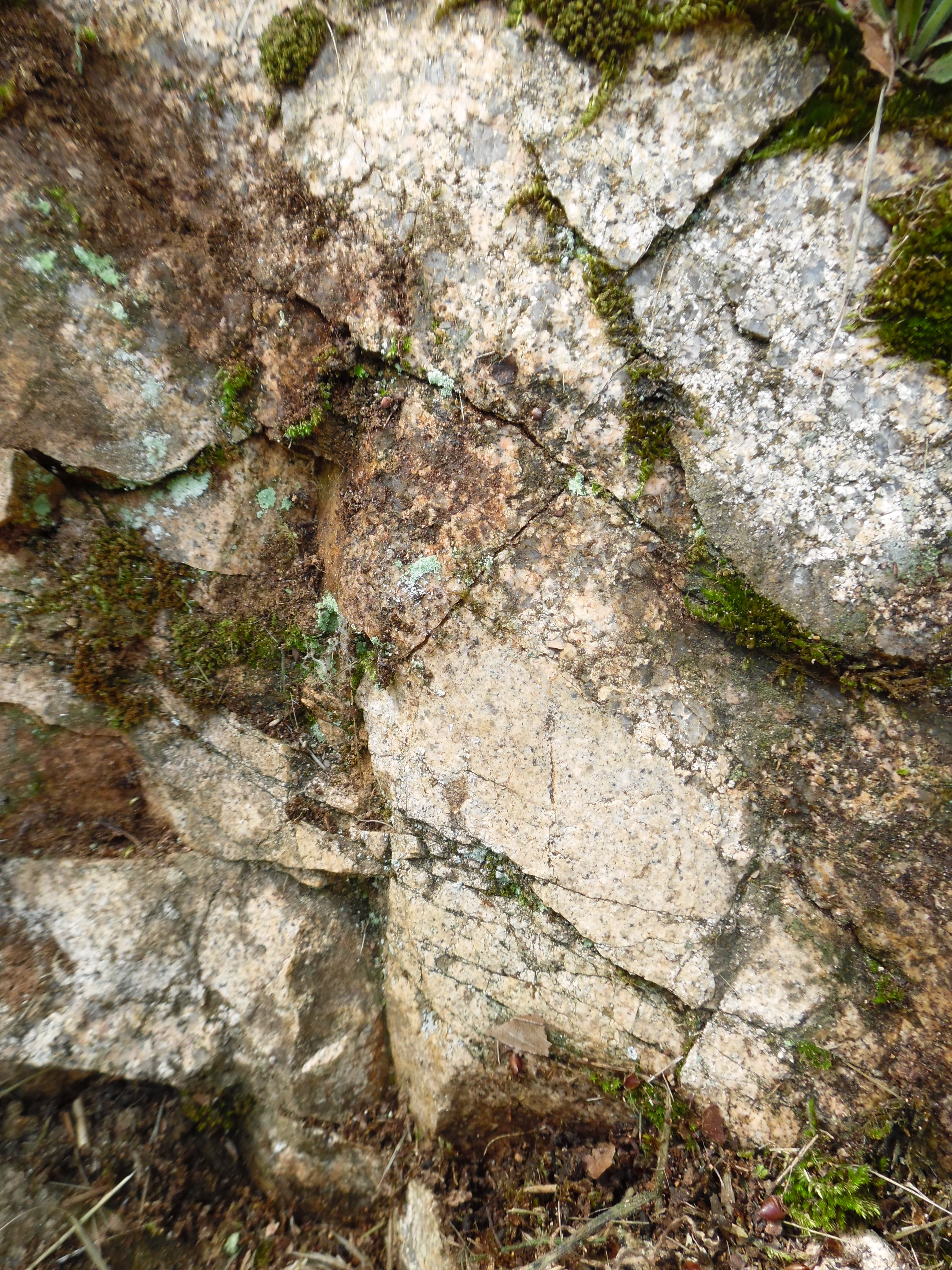
Piégut-Pluviers-Granodiorit mit rosafarbenem Aplitgang bei Moulin de La Côte
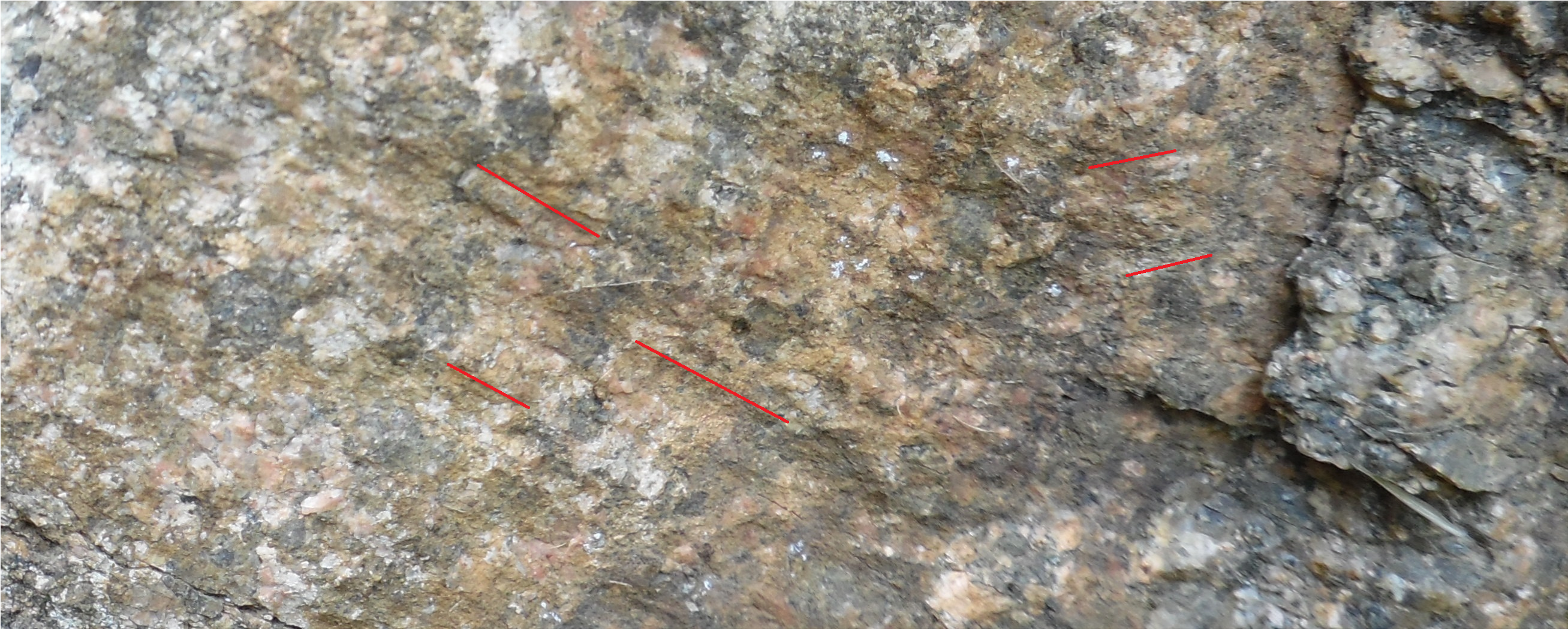
Piégut-Pluviers-Granodiorit mit Harnischstriemen bei Moulin de La Côte
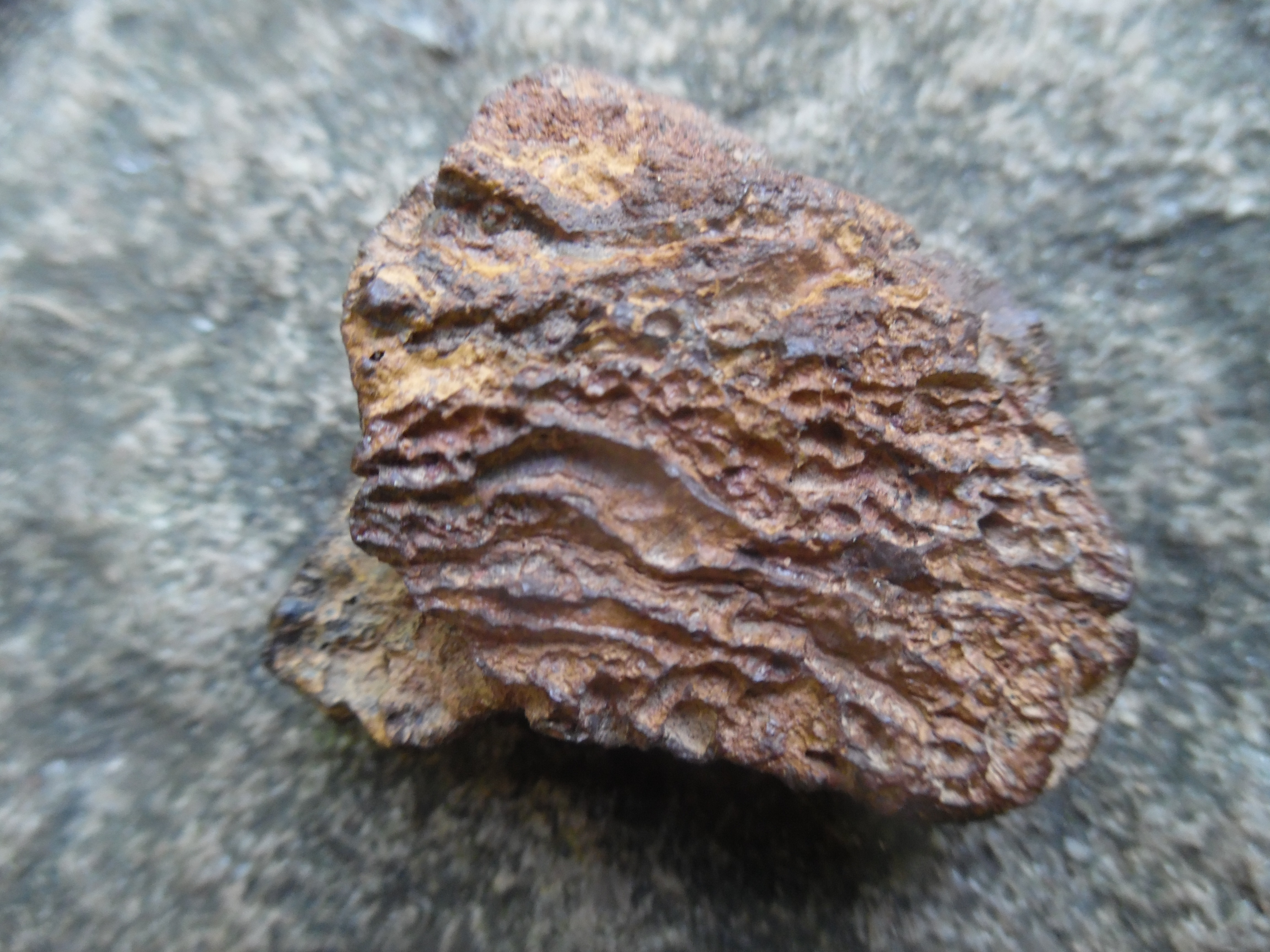
So genannter Sidérolithique, gefunden bei Les Cazes